# Benedict Campbell

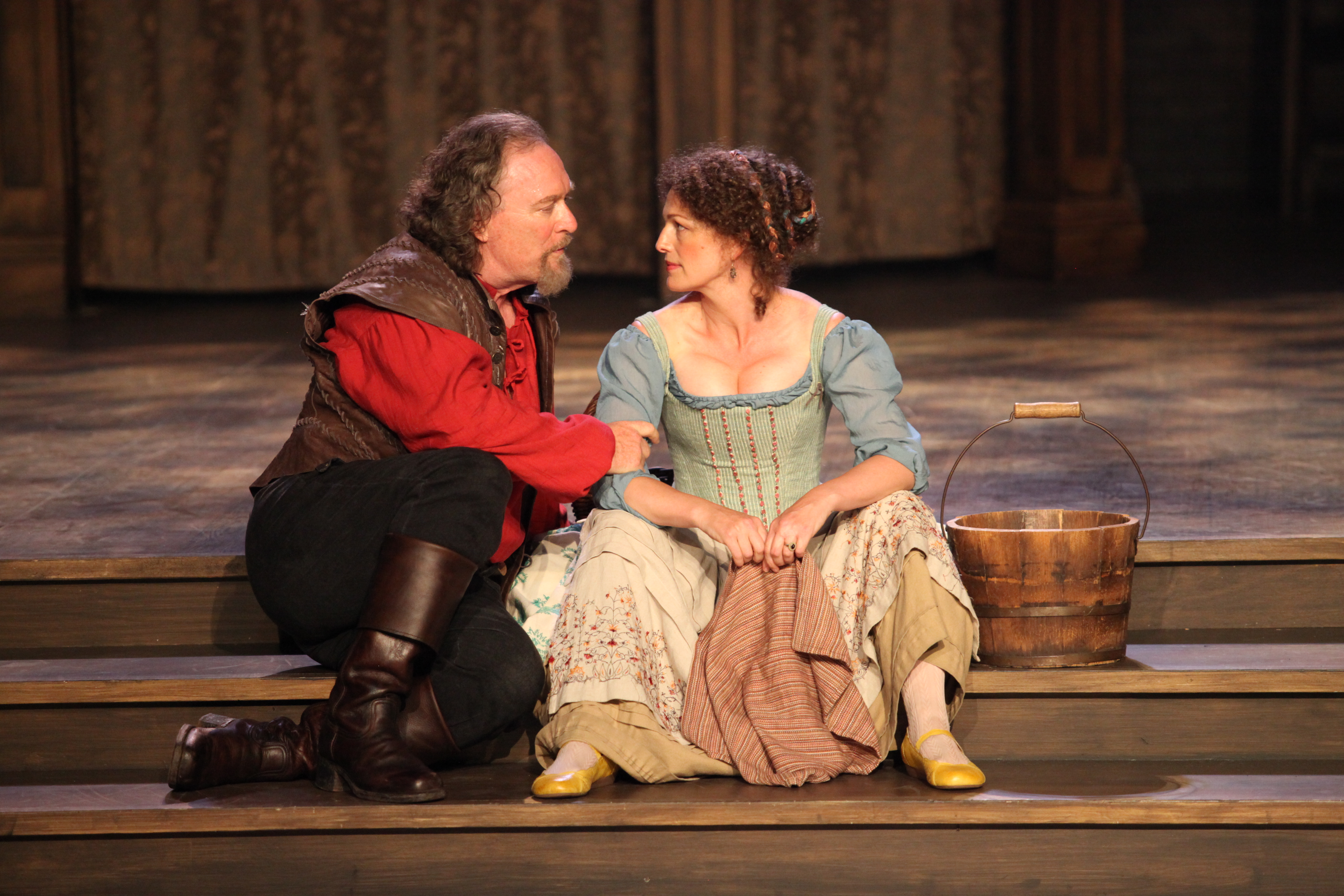
Benedict Campbell (li.) mit Jennifer Lines (2015)

Benedict Campbell (* 12. Juni 1957 in Montreal) ist ein kanadischer Schauspieler und Synchronsprecher.

## Leben
Campbell wurde in einer Schauspieler-Familie groß. Er ist der Sohn der Schauspieler Douglas Campbell und Ann Casson und Bruder von Dirk Campbell. Campbells Großeltern mütterlicherseits sind Sir Lewis Casson und Baroness Sybil Thorndike.
Zu Beginn seiner Karriere trat Campbell in einer Reihe von Live-Action-Werken auf. Inzwischen ist er vor allem als Synchronsprecher für Zeichentrickfilme und Videospiele tätig.

## Filmografie

### Live Action
- 1986: The Boys from Syracuse ... Dromio von Syracuse
- 1992–1993: Die Waffen des Gesetzes (Street Legal, Fernsehserie, 2 Folgen)
- 1993: Zero Patience ... Unbekannt
- 1995: A Holiday to Remember ... Mr. Paul
- 1995–1999: Jake and the Kid ... Ben Osborne
- 1999: The Sheldon Kennedy Story ... Brandon Player #1
- 2005: Slings and Arrows ... Director #1
- 2010: Act of Dishonour ... Dave
- 2014: Republic of Doyle – Einsatz für zwei (Republic of Doyle, Fernsehserie, 1 Folge)

### Animation
- 1994–1995: Highlander: The Animated Series ... Don Vincente Marino Ramírez
- 1994: Monster Force ... Unterschiedliche Stimmen
- 1996: Ace Ventura: Pet Detective ... Unterschiedliche Stimmen
- 1996: Stickin' Around ... Principal Coffin
- 1996–2000: Donkey Kong Country ... King K. Rool
- 1997: Freaky Stories ... Erzähler
- 1998: Noddy ... Mr. Plod, Big Ears, Mr. Tubby Bear, Clockwork Clown, Bunky
- 1998–2000: Mythic Warriors: Guardians of the Legend ... Unterschiedliche Stimmen
- 1999: Redwall ... Martin the Warrior / King Bull Sparra / Darkclaw
- 2003–2004: The Berenstain Bears ... Papa Q. Bear
- 2006: Jane und der Drache ... Sir Ivon Mackay, Chamberlain Milton Turnkey
- 2007: Friends and Heroes ... Samuel
- 2010–2011: Babar und die Abenteuer von Badou ... Unterschiedliche Stimmen
- 2018: Tabaluga: Der Film (englischer Titel: Ice Princess Lily) ... Arktos/Junger Arktos

### Videospiele
- 1999: Resident Evil 3: Nemesis ... Mikhail Victor